# Краспица

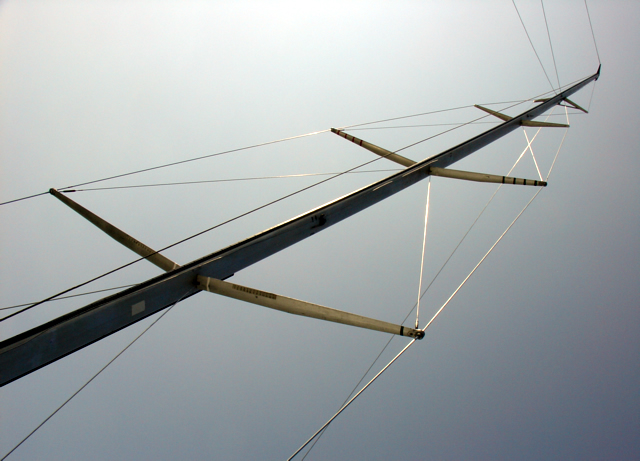
Яхтенные краспицы

Кра́спица (англ. Cross-piece) — на больших парусных судах поперечный брус, укладываемый на лонга-салингах и являющийся составной частью марсов и салингов.
На современных парусных яхтах краспица — это распорка между мачтой и снастями стоячего такелажа (ромбвантами, топвантами), позволяющая получить угол, необходимый для обеспечения опорной реакции вант при высокой мачте.
Также «краспицей» называется поперечный металлический брус на башенноподобных и треножных мачтах кораблей и судов, круглой, Г-образной или Т-образной формы для подъёма и несения радиоантенн, флажных сигналов, огней.